# Ahlefeldtsgade
Ahlefeldtsgade er en gade, der krydser Nørre Farimagsgade i Indre By (København). Den ender i henholdsvist Nansensgade og Israels Plads. Gaden grænser også op til Ørstedsparken.
Den er opkaldt efter general Claus von Ahlefeldt (1614-1674), der dræbte den første svenske soldat under belejringen af København i 1659. En bastion og mølle på Nørrevold bar også hans navn. Spydet fra kampen opbevares på Nationalmuseet.